# Tvrdomestice
Tvrdomestice este o comună slovacă, aflată în districtul Topoľčany din regiunea Nitra, pe malul râului Chotina⁠(d). Localitatea se află la altitudinea de 234 m deasupra n.m., se întinde pe o suprafață de 8,79 km2 și în 2017 număra 449 de locuitori. Se învecinează cu comuna Veľké Hoste.

## Istoric
Localitatea Tvrdomestice este atestată documentar din 1280.

## Demografie
| An:                | 1994 | 2004   | 2014   | 2024   |
| ------------------ | ---- | ------ | ------ | ------ |
| Număr de persoane: | 479  | 491    | 459    | 455    |
| Diferență:         |      | +2,50% | −6,51% | −0,87% |

| An:                | 2023 | 2024   |
| ------------------ | ---- | ------ |
| Număr de persoane: | 461  | 455    |
| Diferență:         |      | −1,30% |